# Оссіпі (Північна Кароліна)
Оссіпі (англ. Ossipee) — місто (англ. town) в США, в окрузі Аламанс штату Північна Кароліна. Населення — 536 осіб (2020).

## Географія
Оссіпі розташоване за координатами 36°9′59″ пн. ш. 79°31′1″ зх. д. / 36.16639° пн. ш. 79.51694° зх. д. (36.166278, -79.516892).  За даними Бюро перепису населення США в 2010 році місто мало площу 1,61 км², з яких 1,57 км² — суходіл та 0,04 км² — водойми.

## Демографія
Згідно з переписом 2010 року, у місті мешкали 543 особи в 216 домогосподарствах у складі 150 родин. Густота населення становила 337 осіб/км².  Було 273 помешкання (169/км²).
Расовий склад населення:
| - 85,1 % — білих - 10,5 % — чорних або афроамериканців - 0,2 % — азіатів - 2,8 % — осіб інших рас |

До двох чи більше рас належало 1,5 %. Частка іспаномовних становила 3,9 % від усіх жителів.
За віковим діапазоном населення розподілялося таким чином: 23,2 % — особи молодші 18 років, 63,9 % — особи у віці 18—64 років, 12,9 % — особи у віці 65 років та старші. Медіана віку мешканця становила 40,4 року. На 100 осіб жіночої статі у місті припадало 96,7 чоловіків;  на 100 жінок у віці від 18 років та старших — 92,2 чоловіків також старших 18 років.
Середній дохід на одне домашнє господарство  становив 61 648 доларів США (медіана — 53 500), а середній дохід на одну сім'ю — 66 034 долари (медіана — 65 590). За межею бідності перебувало 12,6 % осіб, у тому числі 25,2 % дітей у віці до 18 років та 8,0 % осіб у віці 65 років та старших.
Цивільне працевлаштоване населення становило 394 особи. Основні галузі зайнятості: освіта, охорона здоров'я та соціальна допомога — 41,1 %, виробництво — 16,8 %, роздрібна торгівля — 8,1 %, науковці, спеціалісти, менеджери — 5,6 %.